# Vlag van Eemszijlvest

Vlag van Eemszijlvest
(1986-2000)

De vlag van Eemszijlvest is op 31 oktober 1986 vastgesteld als de vlag van het waterschap Eemszijlvest. De vlag kan als volgt worden beschreven:
Een witte broeking met bovenaan een rode gekroonde harpij en onderaan een rode Romaanse kruiskerk met vier torens, en aan de vlucht zeven golvende banen van groen en wit.
Het ontwerp van de vlag is van de hand van J.A. de Boo. De vlag is afgeleid op het wapen.
Vanaf 2000 is de vlag niet langer als de vlag van deze waterschap in gebruik omdat het waterschap Eemszijlvest in het nieuwe waterschappen Hunze en Aa's en Noorderzijlvest op is gegaan.

## Symboliek
De harpij verwijst naar het oude wapen van het Generale Zijlvest der Drie Delfzijlen in de tijd dat de graven van Oost-Friesland het gebied bestuurden. In de loop van de 17de eeuw veranderde de machtsverhoudingen in het gebied. In 1676 kreeg het Generale Zijlvest der Drie Delfzijlen een nieuw wapen dat gekwartileerd was. In dit wapen kwam opnieuw de harpij voor, ook kwamen de golvende dwarsbalken (die in dit wapen zijn verwerkt) voor. De groene en witte golvende banen verwijzen naar de Drie Delfzijlen in het Generale Zijlvest.
De kruiskerk is ontleend aan het wapen van het waterschap Oldambt, een rechtsvoorganger van het waterschap. De afgebeelde Viertorenkerk van Midwolda werd waarschijnlijk rond 1200 gesticht. De kruiskerk werd gebruikt voor volksvergaderingen. Het gebied werd sinds de 13de eeuw geteisterd door stormen van uit het Dollard waardoor de kruiskerk in de 15de eeuw werd verlaten en net na 1500 opging in de golven. Het gebied werd later weer ingedijkt.

## Verwante afbeeldingen

Wapen van Eemszijlvest

Aa en Maas · Amstel, Gooi en Vecht · Brabantse Delta · Delfland · De Dommel · Drents Overijsselse Delta · Fryslân · Hollands Noorderkwartier · Hollandse Delta · Hunze en Aa's · Limburg · Noorderzijlvest · Rijn en IJssel · Rijnland · Rivierenland · Scheldestromen · Schieland en de Krimpenerwaard · De Stichtse Rijnlanden · Vallei en Veluwe · Vechtstromen · Zuiderzeeland
Voormalige waterschappen: 
De Aa · De Aarlanden · Alblasserwaard en de Vijfheerenlanden · De Alm · Amelander Grieën · Amstel- en Gooiland · Amstelland · Boarn en Klif · De Bovenvecht · Drentse Aa · Duurswold · Eemszijlvest · Goeree-Overflakkee · Gouwelanden · Groot Maas en Waal · Groot-Haarlemmermeer · Groot-Waterschap van Woerden · Groote Waard · Haarlemmermeerpolder · Hulster Ambacht · IJsselmonde · Krimpenerwaard · Land van Heusden en Altena · Het Lange Rond · Lauwerswâlden · Leidse Rijn · Linge · De Maaskant · Het Maasterras · Mark en Dintel · Marne-Middelsee · Meer en Woude · De Middelsékrite · De Nederwaard · Noord-Beveland · Noord- en Zuid-Beveland · Noord-Limburg · Noord-Veluwe · Noordhollands Noorderkwartier · Noordoostpolder · Noordwoude · Oldambt · Oude IJssel · De Overwaard · De Proosdijlanden · Purmer · Regge en Dinkel · De Runde · Salland · Schermer · Schieland · De Schipbeek · Schouwen-Duiveland · Sevenwolden · De Stellingwerven · Tholen · Tusken Waed en Ie · Uitwaterende Sluizen in Kennemerland en West-Friesland · De Vechtlanden · De Vier Noorder Koggen · Het Vrije van Sluis · De Waadkant · Walcheren · Waterland · De Waterlanden · Westergo's IJsselmeerdijken · Westerkwartier · Westfriesland · Wilck en Wiericke · Wilhelminapolder · Zuiveringschap Limburg